# قفل (حوسبة)
القفل مصطلح مستعمل في ميدان الحوسبة المتوازية، والقفل هو آلية تزامن لتأمين تطبيق قيود على الوصول إلى مورد في بيئة حيث يتم تنفيذ عدة خيوط. فيصبح الوصول مؤمن لطالب واحد في نفس الوقت. الأقفال أحد الطرق لإنفاذ سياسات مراقبة التزامن.
كما أن الأقفال مستعمل أيضا في أنظمة التشغيل متعددة المستخدمين.